# Fredrik Hetty
Johan Fredrik Hetty (24 gennaio 1905 – 15 settembre 1992) è stato un calciatore norvegese, di ruolo centrocampista.

## Carriera

### Club
Hetty giocò con la maglia del Fram Larvik.

### Nazionale
Conta 2 presenze per la Norvegia. Esordì il 3 giugno 1928, schierato in campo nella vittoria per 0-6 contro la Finlandia.